# Kỳ Lừa (phường)
Kỳ Lừa là một phường tỉnh Lạng Sơn, Việt Nam.

## Địa lý
Phường Kỳ Lừa nằm ở trung tâm tỉnh Lạng Sơn, có vị trí địa lý:
- Phía đông giáp xã Mẫu Sơn, xã Lộc Bình và xã Thống Nhất
- Phía tây giáp phường Tam Thanh
- Phía nam giáp phường Đông Kinh và xã Chiến Thắng
- Phía bắc giáp xã Công Sơn và xã Cao Lộc

Phường Kỳ Lừa có diện tích 61,70 km², dân số 41.624 người, mật độ dân số đạt 675 người/km².

## Lịch sử
Ngày 29 tháng 8 năm 1994, thành lập thị trấn Cao Lộc, thị trấn huyện lỵ huyện Cao Lộc trên cơ sở một phần diện tích và dân số của xã Hợp Thành.
Ngày 1 tháng 7 năm 2025, Ủy ban Thường vụ Quốc hội ban hành Nghị quyết số 1672/NQ-UBTVQH15 về việc sắp xếp các đơn vị hành chính cấp xã của tỉnh Lạng Sơn năm 2025. Theo đó,Sắp xếp toàn bộ diện tích tự nhiên, quy mô dân số của phường Hoàng Văn Thụ, thị trấn Cao Lộc và các xã Hợp Thành, Tân Liên, Gia Cát thành phường mới có tên gọi là phường Kỳ Lừa.